# Elio Zorzi
Elio Zorzi (Cividale del Friuli, 3 gennaio 1892 – Venezia, 25 novembre 1955) è stato un giornalista italiano.

## Biografia
Elio Zorzi è nato nel 1892, dal N.H. Alvise Piero, allora direttore del Museo archeologico nazionale di Cividale del Friuli, e dalla nob. Eugenie de Szczepanowska. Esordì giovanissimo come giornalista alla Gazzetta di Venezia, poi, chiamato alle armi, partecipò come ufficiale alla Grande Guerra, indi seguì come inviato speciale del quotidiano liberale Il Mondo l'impresa fiumana di Gabriele D'Annunzio.
Capo cronista, poi redattore capo della Gazzetta di Venezia, collaborò attivamente fino alla morte al Corriere della Sera, e diventò un punto di riferimento per  giornalisti, artisti e studiosi di tutto il mondo in visita a Venezia. Alla sua notorietà e al suo prestigio contribuirono vari libri di successo da lui scritti, tra i quali Osterie veneziane (1928, più volte ristampato), brillante saggio di costume che dà un quadro esauriente della Venezia dal primo Novecento agli anni Venti del Novecento, L’eccidio di Belgrado, 1903 (1932), acuta ricostruzione documentata della tragica vicenda di re Alessandro I Obrenovic, re di Serbia, e della regina Draga, e l’importante volume L'avventura del generale Boulanger (1937), unico libro italiano sul generale che, negli anni Ottanta del sec. XIX,  acclamato con entusiasmo dal  suo Paese, si rifiutò al colpo di Stato che gli  avrebbe dato la dittatura sulla Francia.
Capo dell’ufficio stampa della Biennale dal 1926, Elio Zorzi collaborò autorevolmente con i segretari generali Vittorio Pica, Antonio Maraini e Rodolfo Pallucchini, e nel 1946 prese su di sè l’onere della ricostruzione della Mostra internazionale d'arte cinematografica che aveva contribuito a ideare e promuovere, contrattandone con successo la sopravvivenza mediante accordi col Festival di Cannes e assicurandosi partecipazioni di grande prestigio, come quella di Laurence Olivier col suo Enrico V. A lui fu inoltre dovuta la felice formula delle “mostre personali” di grandi registi, come quella di Dreyer, presentata nel cortile di Palazzo Ducale.
Acuto “venezianista”, Zorzi curò la riedizione delle classiche Curiosità veneziane dello studioso  ottocentesco Giuseppe Tassini (1915, 1933), pubblicò un volume, Venezia, edito dall'Istituto di Studi di Politica Internazionale (1942), e per molti anni tenne la direzione della Rivista dell’Ateneo Veneto. Era Commendatore della Légion d’Honneur e decorato di Croce di Guerra al V.M. Morì improvvisamente il 25 novembre 1955 [nota di Alvise Zorzi, 25 sett. 2014].